# حسين محمد إرشاد
حسين محمد إرشاد (بالبنغالية: হুসেইন মুহাম্মদ এরশাদ)‏ (و. 1930 – م) هو سياسي من بنغلاديش كان رئيس الجمهورية العاشر لبنغلاديش للفترة من 1983- 1990.

## حياته
هو حسين محمد إرشاد بن مقبول حسين بن الوكيل سعادة الله الدنهاتوي. كان مقبول حسين محاميًا وشغل منصب وزير مهاراجا ولاية كوص بهار آنذاك. كان جده سعادت الله وكيلًا لولاية كوص بهار.

## التعليم
تعلم في جامعة دكا.

## روابط خارجية
- حسين محمد إرشاد على موقع الموسوعة البريطانية (الإنجليزية)
- حسين محمد إرشاد على موقع مونزينجر (الألمانية)